# Люлли, Жан-Батист
Жан-Бати́ст Люлли́ (фр. Jean-Baptiste Lully [ʒɑ̃ baˈtist lyˈli]; 28 ноября 1632[…], Флоренция — 22 марта 1687[…], Париж) — французский композитор, скрипач, дирижёр. По происхождению итальянец (имя при рождении — Джова́нни Батти́ста Лу́лли, итал. Giovanni Battista Lulli). Люлли вошёл в историю музыки как создатель французской национальной оперы, один из ведущих представителей музыкальной культуры французского барокко.

## Биография
Родился в семье флорентийского мельника Лоренцо ди Мальдо Лулли (итал. Lulli) и его жены Катерины дель Серо. Рано научился играть на гитаре и скрипке, разыгрывал комические интермедии, превосходно танцевал. Первые уроки музыки получил у францисканского монаха. Во Францию Люлли приехал в марте 1646 года в свите герцога де Гиза в качестве слуги королевской племянницы, мадемуазель де Монпансье, которая практиковалась с ним в итальянском. Он быстро завоевал доверие хозяев и был приставлен к де Монпансье пажом.
В 1653 году в борьбе против Людовика XIV потерпела поражение Фронда, в которой мадемуазель де Монпансье принимала активное участие. Её ожидала ссылка в замок Сен-Фаржо. Люлли, чтобы остаться в Париже, попросил освободить его от должности, а спустя три месяца выступил в качестве танцора при дворе в «Балете Ночи» Исаака де Бенсерада. В то же время учился у Н. Метрю, Н. Жиго, Ф. Роберде и, возможно, у Ж. Кордье (скрипка). 
Людовик XIV проявлял большую симпатию к Люлли и способствовал его карьере при дворе. В 1653 году после смерти Ладзаро Ладзарини (Lazaro Lazzarini) король назначил его «сочинителем инструментальной музыки» (фр. compositeur de la musique instrumentale). В мае 1661 года по указу короля Люлли занял должность «главного инспектора королевской музыки» (фр. surintendant de la musique du roi), а в декабре того же года принял французское подданство (и изменил написание своей фамилии с Lulli на Lully). В 1662 году Люлли женился на виолончелистке и певице Мадлен Ламбер — дочери респектабельного придворного композитора Мишеля Ламбера. Брак был заключён по требованию короля, которому «надоело отчитывать Люлли за гомосексуальные шалости».
Как композитор, Люлли поначалу отвечал только за инструментальную музыку, но вскоре взял в свои руки работу над вокалом. Среди произведений Люлли 1650—1660-х годов — балеты Времени, Флоры, Ночи, Времен года, Альцидианы и др. Все они следуют традиции, чрезвычайно популярной при французском дворе в первой половине XVII века и восходящей ещё к «Комическому балету королевы» 1581 года. Балеты, в которых выступали как члены королевской семьи, так и простые танцоры (и даже музыканты — играя на скрипках, кастаньетах и т. п.), представляли собой последовательность песен, вокальных диалогов и собственно антре, объединённых общей драматургией или развёрнутой аллегорией (Ночь, Искусства, Удовольствия).
Порой — особенно при Людовике XIII — темы их могли быть весьма экстравагантными («Балет конторы знакомств», «Балет невозможностей»), однако при новом дворе и в новую эпоху, тяготевшую к более ясным и классическим образам, Люлли как музыкант проявил себя, не столько изображая нечто необычное, сколько целым рядом формальных нововведений. В 1658 году в балете «Альцидиана» впервые прозвучала так называемая «французская увертюра» (в противоположность итальянской увертюре), ставшая визитной карточкой Люлли и впоследствии — всей национальной школы; в 1663 году в «Балете Флоры» — также впервые в истории — композитор ввёл в оркестр трубы, исполнявшие до того лишь функцию фанфар.

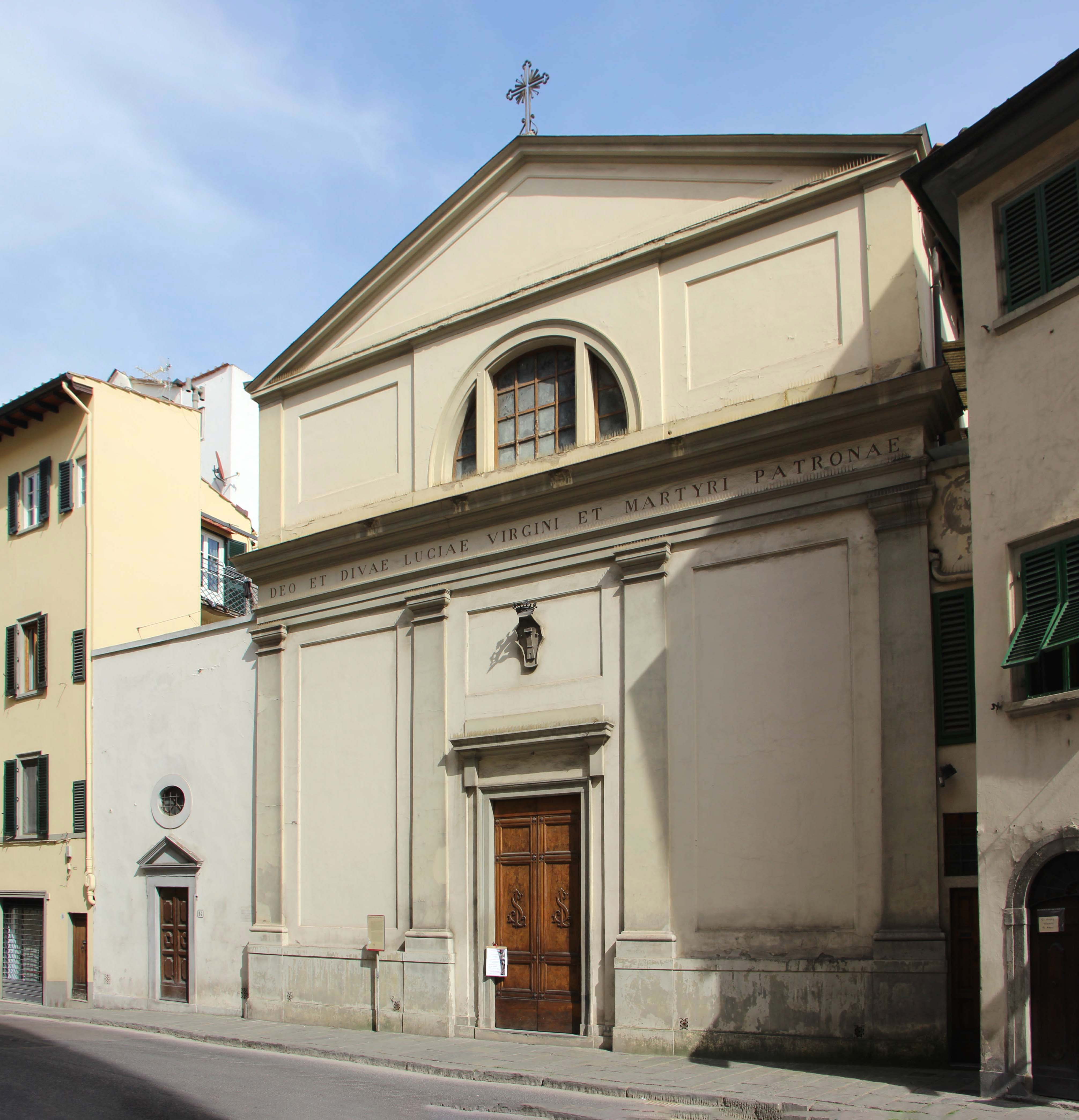
Церковь святой Луции во Флоренции, где был крещён Люлли

В 1655 году Люлли возглавил оркестр «Малые скрипки короля» (фр. «Les Petits Violons»). 
В 1658 году в Париже дебютировал Мольер. В 1663 году Людовик XIV назначил ему пенсию в 1000 ливров как «превосходному комическому поэту» и заказал пьесу, где он сам желал танцевать. Мольер сочинил комедию-балет «Брак поневоле». Под его руководством работали хореограф Бошан и Люлли. С этой постановки началось многолетнее сотрудничество Люлли и Мольера. На либретто Мольера написаны «Брак поневоле» (1664), «Принцесса Элиды» (1664), «Любовь-целительница» (1665), «Жорж Данден» (1668), «Господин де Пурсоньяк» (1669), «Блистательные любовники» (1670) и «Психея» (1671, в сотрудничестве с Корнелем). 14 октября 1670 года в замке Шамбор впервые была представлена самая знаменитая совместная работа Люлли и Мольера — «Мещанин во дворянстве» (28 ноября спектакль был показан в театре Пале-Рояль с Мольером в роли Журдена и Люлли в роли Муфтия). Объём материала, принадлежащего в комедии собственно Люлли, сопоставим по размеру с мольеровским и состоит из увертюры, танцев, нескольких интермедий (в том числе турецкой церемонии) и завершающего пьесу большого «Балета наций».
«Кадм и Гермиона» — первая опера Люлли — написана на либретто Филиппа Кино на сюжет, выбранный королём из нескольких вариантов. Премьера состоялась 27 апреля 1673 года в театре Пале-Рояль (после смерти Мольера король передает его Люлли). Одной из главных черт новой оперы стала особая выразительность мелодекламации. По свидетельству современников, Люлли часто ходил слушать игру великих трагических актёров. Причем оттенки этой игры — паузы, повышение и понижение тона и пр. — тут же стенографировал в своем блокноте. Люлли сам подбирал музыкантов и певцов, воспитывал их, руководя репетициями и дирижируя со скрипкой в руках. Всего им сочинено и поставлено тринадцать опер: «Кадм и Гермиона» (1673), «Альцеста» (1674), «Тезей» (1675), «Атис» (1676), «Изида» (1677), «Психея» (1678, оперная версия трагедии-балета 1671 г.), «Беллерофонт» (1679), «Прозерпина» (1680), «Персей» (1682), «Фаэтон» (1683), «Амадис» (1684), «Роланд» (1685) и «Армида» (1686). Опера «Ахилл и Поликсена» (1687) на стихи Жана Гальбера де Кампистрона уже после смерти Люлли была закончена его учеником, Паскалем Колласом. К этому ряду можно добавить «героическую пастораль» «Ацис и Галатея» поставленную в 1686 году и неоднократно возобновлявшуюся.
15 февраля 1686 года была впервые исполнена последняя опера Люлли «Армида». В качестве либреттиста выступил Кино, взявший сюжет из «Освобожденного Иерусалима» Т.Тассо. Премьера «Армиды» состоялась в Париже. После брака с Ф. де Ментенон, сторонившейся театра и оперы, как и вообще — светских развлечений, король отдалился от композитора.
8 января 1687 года, дирижируя своим произведением Te Deum по случаю выздоровления короля, Люлли поранил ногу наконечником трости-баттуты, которой в то время отбивали такт. Рана развилась в нарыв и перешла в гангрену. 22 марта 1687 года композитор скончался.

## Творчество
В своих операх, носивших название «tragédie mise en musique» (букв. «трагедия, положенная на музыку», «трагедия под музыку») и «tragédie lyrique» (что на русский язык не вполне точно переводят как «лирическая трагедия»), Люлли стремился усилить музыкой драматические эффекты и придать верность декламации, драматическое значение — хору. Оперы Люлли пользовались большой славой во Франции и Европе и продержались на сцене около ста лет. Они оказали большое влияние на развитие французской оперной школы. При Люлли певцы в операх впервые стали выступать без масок, женщины — танцевать в балете на публичной сцене; трубы и гобои впервые в истории были введены в оркестр, а увертюра, в отличие от итальянской (Allegro-Adagio-Allegro), приобрела форму Grave-Allegro-Grave. Кроме лирических трагедий перу Люлли принадлежит большое число балетов (фр. ballets de cour), симфоний, трио, арий для скрипки, дивертисментов, увертюр и мотетов.

## Семья
Сыновья композитора, Луи (1664—1734) и Жан-Луи (1667—1688) также были композиторами.

## В кинематографе
На основе популярной биографии композитора, которую в 1992 году написал Филипп Боссан, в 2000 году был снят франко-бельгийский фильм «Король танцует». Исполнитель роли молодого Люлли, Борис Терраль, был представлен к соисканию национальной кинопремии «Сезар».

## Записи
Начиная с 1970-х — 80-х годов все трагедии Люлли были вновь поставлены, а также выпущены в CD или DVD формате. Значительную часть другой его музыки также можно найти в записях.
Choeur des divinités de la terre et des eaux, from Psyché (1687) - Midi fileо файле
| Le Bourgeois Gentilhomme - 1. Ouverture   |
|                                           |
| Performed by the Advent Chamber Orchestra |

| Le Bourgeois Gentilhomme - 2. Gravement   |
|                                           |
| Performed by the Advent Chamber Orchestra |

| Le Bourgeois Gentilhomme - 3. Sarabande   |
|                                           |
| Performed by the Advent Chamber Orchestra |

| Le Bourgeois Gentilhomme - 4. Canarie     |
|                                           |
| Performed by the Advent Chamber Orchestra |

| Le Bourgeois Gentilhomme - 5. Deuxième Air des Garçons Tailleurs |
|                                                                  |
| Performed by the Advent Chamber Orchestra                        |

| Le Bourgeois Gentilhomme - 6. Gavotte     |
|                                           |
| Performed by the Advent Chamber Orchestra |

| Le Bourgeois Gentilhomme - 7. Loure       |
|                                           |
| Performed by the Advent Chamber Orchestra |

| Le Bourgeois Gentilhomme - 8. Air des Espagnoles |
|                                                  |
| Performed by the Advent Chamber Orchestra        |

| Le Bourgeois Gentilhomme - 9. Menuet 1 and 2 |
|                                              |
| Performed by the Advent Chamber Orchestra    |

| Le Bourgeois Gentilhomme - 10. Chaconne des Scaramouche, Trivelins |
|                                                                    |
| Performed by the Advent Chamber Orchestra                          |

| Le Bourgeois Gentilhomme - 11. Marche pour la Ceremonie des Turcs |
|                                                                   |
| Performed by the Advent Chamber Orchestra                         |